# American Music Awards Concert Series
American Music Awards Concert Series o simplemente A.M.A. Concert Series fue una gira de ocho conciertos por la cantante Cyndi Lauper. En la gira se pueden observar grandes éxitos de la artista, pero sobre todo canciones de su último álbum en ese entonces, A Night to Remember.

## Listado de Canciones[1]
- Primitive
- Unabbreviated Love
- I Drove All Night
- Change Of Heart
- All Through The Night
- Boy Blue
- What’s Going On
- Iko Iko
- Dancing With A Stranger
- She Bop
- Yeah Yeah
- Unconditional Love
- Working Class Hero
- Money Changes Everything
- Time After Time
- Hole in My Heart (All the Way to China)
- True Colors
- Girls Just Want To Have Fun / She’s A Rebel
- I'm Gonna Be Strong (A cappella)